# Andriy Viktorovych Voronin
Andriy Viktorovych Voronin (tiếng Ukraina: Андрій Вікторович Воронін, sinh ngày 21 tháng 7 năm 1979 ở Odessa) là một cựu cầu thủ bóng đá người Ukraina. Anh thường chơi tiền đạo, nhưng cũng có thể chơi ở cánh. Các câu lạc bộ cũ của anh bao gồm Choromorets Odessa, Borussia Mönchengladbach, Mainz 05, FC Cologne, Bayer Leverkusen, Liverpool F.C. và Dinamo Moskva. Vào mùa giải 2002-2003, Voronin là vua phá lưới giải hạng hai Bundesliga. Ở đội tuyển quốc gia anh thường chơi ở vị trí tiền vệ. Ngày 31 tháng 5 năm 2014, Andriy Voronin chính thức giã từ sự nghiệp thi đấu quốc tế sau 19 năm thi đấu chuyên nghiệp.

## Sự nghiệp

### Borussia Monchengladbach
Voronin rời đội trẻ của Choronomorets Odessa vào năm 1995 để chuyển tới Đức và gia nhập Borussia Monchengladbach.Anh có trận ra mắt ở Bundesliga trong trận tiếp Bayern Munich vào năm 1997 ở tuổi 18 nhưng mùa giải đó anh thường chỉ chơi cho đội trẻ của Monchengladbach.Chỉ có 7 lần ra sân và ghi một bàn ở giải vô địch quốc gia, anh nhận thấy việc bị loại khỏi kế hoạc của đội bóng và anh đã quyết định gia nhập đội bóng ở giải hạng hai Mainz 05 với mức giá 45,000 euro.

### Mainz 05
Anh trở thành tiền đạo chủ lực của Mainz trong hai mùa giải chơi cho câu lạc bộ, và ở mùa bóng thứ ba anh trở thành vua phá lưới giải hạng hai Bundesliga với 20 bàn thắng.Voronin bắt đầu mùa giài 2002-2003 với sự tiến bộ của Mainz và tờ báo Kicker đã nói: "Ngôi sao tiền đạo 23 tuổi là một điểm sáng trong lối chơi của đội bóng - anh đã được hoạt động một cách tự do." Điều này đã dấy lên nhiều thông tin về tương lai của anh, với việc Dinamo Kyiv cho biết muốn đem anh về Ukraina.
VfB Stuttgart, Bologna và nhiều đội bóng khác đã đánh tiếng muốn có anh và Mainz đã phải đàm phán để gia hạn hợp đồng với anh.Website UEFA.com mô tả Voronin như một trong những tài năng lớn nhất ở giải vô địch quốc gia Đức.Tuy nhiên, cuối mùa giải đó Mainz đã không được thăng hạng.Voronin quyết định không ký tiếp hợp đồng và chọn bến đỗ mới là 1. FC Köln, đội bóng mới được thăng lên hạng nhất.

### Köln / Bayer Leverkusen
Koln bị xuống hạng ở cuối mùa giải, tuy nhiên Voronin vẫn ở lại Bundesliga và ký hợp đồng với Bayer Leverkusen.Bayer đã để ý đến Voronin từ khi anh còn ở Mainz và cũng rất ấn tượng với màn trình diễn của anh trong trận hoà 2-2 giữa Koln và Leverkusen khi Voronin ghi một bàn và kiến tạo bàn còn lại.Sau trận đấu, tờ Express gọi anh là "cầu thủ giỏi duy nhất ở Koln" và tờ Bild viết: "Tiền đạo duy nhất của Koln (Voronin) còn nguy hiểm hơn các ngôi sao tấn công của Bayer (Bern Schneider, Robson Ponte, Oliver Neuville và Dimitar Berbatov)."
Sau hai mùa giải thành công cùng Bayer cũng như đội tuyển quốc gia (được tham dự World Cup 2006 ở Đức và vào tứ kết), bản hợp đồng của Voronin hết hạn vào cuối mùa giai 2006-2007 và anh đã từ chối gia hạn hợp đồng cùng Bayer.Theo một số thông tin, anh được liên hệ bởi các đội bóng từ Pháp, Tây Ban Nha, Ý và Scotland (Celtic cho biết gần như đã có được anh).

### Liverpool FC
Vào ngày 26 tháng 2 năm 2007, Liverpool cho biết họ đã có được Voronin theo một bản hợp đồng tự do và anh sẽ gia nhập câu lạc bộ vào mùa hè.Voronin chính thức là cầu thủ Liverpool vào ngày 6 tháng 7 năm 2007 sau khi ký bản hợp đồng 4 năm.Voronin được đeo áo số 10, số áo từng thuộc về những huyền thoại như John Barnes và Michael Owen.
Voronin có trận ra mắt cho Liverpool trong trận giao hữu gặp Crewe Alexandra F.C. và chơi tốt trong chiến thắng 3-0.Anh ghi bàn đầu tiên vào ngày 17 tháng 7 năm 2007 trong trận giao hữu với Werder Bremen để đưa Liverpool vượt lên dẫn 1-0.Anh sau đó ghi bàn thứ 2 vào phút 61 để nâng tỉ số lên 3-1, và cuối cùng trận đấu kết thúc với tỉ số 3-2.Voronin có trận đấu đầu tiên ở Premier League vào ngày 11 tháng 8 năm 2007, khi vào sân ở phút 78 trong trận tiếp Aston Villa.Vào ngày sau tức ngày 15 tháng 8 năm 2007, anh ghi bàn chính thức đầu tiên cho Liverpool khi sút bóng từ khoảng các 24m trong trận đấu ở cúp C1 tiếp Toulouse.
Rafa Benitez rất ấn tượng với màn trình diễn của anh, ông nói;
"Cậu ấy rất thông minh, có khả năng đọc trận đấu tốt và tạo cho chúng tôi nhiều phương án tấn công, cậu ấy có thể chơi sau tiền đạo, tự tạo cơ hội cho mình."
Vào ngày 25 tháng 8 năm 2007 Voronin ghi bàn đầu tiên ở Premier League trong trận tiếp Sunderland ở phút thứ 87.Sau đó anh ghi bàn tiếp theo trận kế tiếp gặp Derby County, trận này Liverpool thắng 6-0 và leo lên ngôi đầu bảng xếp hạng.Anh cũng ghi bàn khai thông bế tắc trong trận hoà 2-2 với Tottenham Hotspur vào ngày 7 tháng 10 năm 2008.
Trong trận thắng 8-0 trước Besiktas ở Champions League, Voronin thực hiện hai quả kiến tạo cho Yossi Benayoun và Steven Gerrard ghi bàn.Anh cũng chuyển bóng để Peter Crouch ghi bàn đầu tiên và để John Arne Riise sút bóng khiên thủ môn phải đẩy ra và Benayoun lao vào đá bồi ghi bàn thắng thứ 2 cho riêng anh.
Mặc dù ban đầu có những thành công cùng câu lạc bộ, xong anh vẫn phải chiến đấu để có được vị trí ở Liverpool, anh chỉ ghi 5 bàn trong 19 lần ra sân cho The Reds.
Vào ngày 25 tháng 1 năm 2008, Voronin bị dính chấn thương mắt cá chân khi đang tập luyện.Anh phải tiến hành phẫu thuật và chỉ có một số ít trận ra sân ở cuối mùa nhưng không tạo được ấn tượng.Điều này dẫn tới những tin đồn về việc Rafa Benitez sẽ bán anh để gia tăng ngân sách cho kì chuyển nhượng mùa hè 2008, tuy nhiên Voronin vẫn chơi một số trận trong chuỗi trận giao hữu mùa hè và ghi 3 bàn.

### Hertha Berlin
Vào ngày cuối cùng của kì chuyển nhượng Andriy Voronin được đem cho Hertha BSC mượn trong một mùa giải.
Website chính thức của Liverpool cho biết Voronin đã không thành công trong việc tạo dựng một vị trí trong đội hình đội bóng vùng Merseyside và muốn tạo cơ hội cho anh được thi đấu nhiều hơn ở mùa giải tới ở Bundesliga, sau khi gia nhập câu lạc bộ theo dạng chuyển nhượng tự do vào hè 2007.
Anh ghi 2 bàn trong chiến thắng 2-1 trước Bayern Munich vào ngày 14 tháng 2 để đưa Hertha lên ngôi đầu bảng xếp hạng.Vào ngày 7 tháng 3 anh lập cú hattrick vào lưới Energie Cottbus.Vào ngày 11 tháng 4 năm 2009, sau một pha phạm lỗi đối với Leon Andreasen của Hannover 96 anh bị đuổi khỏi sân, đó là chiếc thẻ đỏ thứ 1000 được rút ra trong lịch sử Bundesliga.

### Dynamo Moscow
Ngày 8 tháng 10 năm 2010, Andriy Voronin chính thức đầu quân cho câu lạc bộ Dynamo Moscow với bản hợp đồng có thời hạn 3 năm và mức phí chuyển nhượng là 4 triệu euro. Anh kết thúc sự nghiệp thi đấu quốc tế ở câu lạc bộ này.

## Thi đấu quốc tế
Khi còn ở Mainz, Voronin được gọi vào đội tuyển U-21 Ukraina và vào tháng 1 năm 2002 anh được gọi vào đội tuyển quốc gia ở tuổi 22.Anh có trận ra mắt trong trận thắng 4-1 trước Romania vào tháng 3 năm 2002 tuy nhiên anh lại bị loại ngay sau đó và huấn luyện viên Leonid Buriak giải thích: "Tôi đã tới Đức hai lần để xem cậu ấy thi đấu và tôi nhận thấy rằng Andriy không thể cạnh tranh cùng Andriy Shevchenko, Serhyi Rebrov và Andriy Vorobei ở vị trí tiền đạo. Cậu ấy có thể chơi tiền vệ nhưng cậu ấy vẫn cần phải cải thiện kĩ năng chơi bogns.Dù sau, chúng tôi vẫn hi vọng ở Voronin đặc biệt bởi sức trẻ của cậu ấy.
Voronin ngay lập tức được gọi lại đội tuyển, ghi bàn đầu tiên trong trận đấu ở vòng loại Euro 2004 trước Hi Lạp vào tháng 9 năm 2002 và ghi bàn thứ 2 trong trận hoà 2-2 trước Tây Ban Nha vào tháng 3 năm 2003.
Anh được gọi vào đội tuyển Ukraina ở World Cup 2006 và ở giải đó Ukraina vào được đến tứ kết trước khi bị loại bởi đội vô địch năm đó, đội tuyển Ý. Anh cũng góp mặt tại Euro 2012, tuy nhiên đội tuyển Ukraina phải dừng bước ở vòng bảng. Ngay sau giải đấu này, Voronin chính thức giã từ đội tuyển Ukraina.

## Thống kê

### Câu lạc bộ
| Câu lạc bộ               | Mùa giải            | Giải đấu | Giải đấu | Cúp quốc gia | Cúp quốc gia | Châu Âu | Châu Âu | Tổng cộng | Tổng cộng |
| Câu lạc bộ               | Mùa giải            | Trận     | Bàn      | Trận         | Bàn          | Trận    | Bàn     | Trận      | Bàn       |
| ------------------------ | ------------------- | -------- | -------- | ------------ | ------------ | ------- | ------- | --------- | --------- |
| Borussia Mönchengladbach | 1997–98             | 7        | 1        | 0            | 0            | 0       | 0       | 7         | 1         |
| Borussia Mönchengladbach | 1998–99             | 0        | 0        | 0            | 0            | 0       | 0       | 0         | 0         |
| Borussia Mönchengladbach | 1999–00             | 2        | 0        | 0            | 0            | 0       | 0       | 2         | 0         |
| Mainz                    | 2000–01             | 10       | 1        | 1            | 0            | 0       | 0       | 11        | 1         |
| Mainz                    | 2001–02             | 34       | 8        | 2            | 1            | 0       | 0       | 36        | 9         |
| Mainz                    | 2002–03             | 31       | 20       | 1            | 0            | 0       | 0       | 32        | 20        |
| Köln                     | 2003–04             | 19       | 4        | 2            | 2            | 0       | 0       | 21        | 6         |
| Bayer Leverkusen         | 2004–05             | 32       | 15       | 1            | 0            | 5       | 2       | 38        | 17        |
| Bayer Leverkusen         | 2005–06             | 29       | 7        | 2            | 1            | 2       | 0       | 33        | 8         |
| Bayer Leverkusen         | 2006–07             | 31       | 10       | 2            | 0            | 10      | 2       | 43        | 12        |
| Liverpool                | 2007–08             | 19       | 5        | 1            | 0            | 7       | 1       | 27        | 6         |
| Hertha BSC               |                     |          |          |              |              |         |         |           |           |
| 2008–09                  | 27                  | 11       | 1        | 0            | 5            | 0       | 33      | 11        |           |
| Liverpool                | 2009–10             | 8        | 0        | 0            | 0            | 3       | 0       | 11        | 0         |
| Dynamo Moscow            | 2010                | 26       | 4        | 3            | 0            | 0       | 0       | 29        | 4         |
| Dynamo Moscow            | 2011–12             | 37       | 11       | 4            | 2            | 0       | 0       | 41        | 13        |
| Fortuna Düsseldorf       | 2012–13             | 9        | 0        | 1            | 0            | 0       | 0       | 10        | 0         |
| Dynamo Moscow            | 2013–14             | 17       | 7        | 0            | 0            | 0       | 0       | 17        | 7         |
| Tổng cộng sự nghiệp      | Tổng cộng sự nghiệp | 338      | 104      | 21           | 6            | 32      | 5       | 391       | 115       |

### Thi đấu quốc tế
| #  | Ngày                 | Địa điểm               | Đối thủ     | Ghi bàn | Kết quả | Giải đấu                 |
| -- | -------------------- | ---------------------- | ----------- | ------- | ------- | ------------------------ |
| 1. | 12 tháng 10 năm 2002 | Kiev, Ukraina          | Hy Lạp      | 2–0     | Thắng   | Vòng loại Euro 2004      |
| 2. | 28 thắng 3 năm 2003  | Kiev, Ukraina          | Tây Ban Nha | 2–2     | Hòa     | Vòng loại Euro 2004      |
| 3. | 30 tháng 3 năm 2005  | Kiev, Ukraina          | Đan Mạch    | 1–0     | Thắng   | Vòng loại World Cup 2006 |
| 4. | 8 tháng 6 năm 2006   | Luxembourg, Luxembourg | Luxembourg  | 3–0     | Thắng   | Giao hữu                 |
| 5. | 15 tháng 8 năm 2006  | Kiev, Ukraina          | Azerbaijan  | 6–0     | Thắng   | Giao hữu                 |
| 6. | 21 tháng 11 năm 2007 | Kiev, Ukraina          | Pháp        | 2–2     | Hòa     | Vòng loại Euro 2008      |
| 7. | 1 tháng 6 năm 2011   | Kiev, Ukraina          | Uzbekistan  | 2–0     | Thắng   | Giao hữu                 |
| 8. | 28 tháng 5 năm 2012  | Kiev, Ukraina          | Estonia     | 4–0     | Thắng   | Giao hữu                 |